# 水晶島
水晶島（すいしょうじま）は、歯舞群島の島のひとつ。ロシア名はタンフィリエワ島（Остров Танфильева）。
島名の由来は、アイヌ語の「シ・ショウ（大きい裸岩）」が「シーショウ→水晶」に変化したことから。ロシア語名はウクライナのオデッサ出身の地理学者ガブリール・イワーノビチ・タンフィリエフ（Гавриил Иванович Танфильев）にちなむ。

## 地理
全体的に平坦な小島であり、納沙布岬から珸瑤瑁水道を隔てて7キロメートルの距離にあり、貝殻島（3.7キロメートル）に次いで2番目に北海道本島に近い。面積は21平方キロメートルで、歯舞群島の中では志発島に次ぐ。

## 歴史
江戸時代の当初は無人島であった。
- 1799年、ネモロ（根室）とアッケシ（厚岸）両場所のアイヌが立会い、秋勇留島などとともに双方の入会地となり、後にネモロ側の漁場となった[1]。
  - 明治時代からは珸瑶瑁村の一部となり、後に歯舞村に属した。戦前は700人ほどが定住していた。居住者の大半は漁業を営んでおり、コンブ漁が7割以上を占めた。カニ、サケ、マスの水産資源も豊富であり、缶詰加工もなされた。島の北側にある税庫港は天然の良港であり、50トンから60トン級の船舶が60隻繋留することができた。春には、新潟県、富山県を中心とする道外からの季節労働者も受け入れていた。
- 1945年、ソ連軍の侵攻を受け、占領される。1947年9月中旬に島民は一旦志発島に送られ、引揚船で樺太を経由して北海道へ送られた[2]。
- 1959年、日本側は根室市の一部に編入する。
- 1991年、ソ連崩壊後に成立したロシア連邦が実効支配を継承。
- 1994年3月8日、水晶島に駐留するロシア太平洋国境警備軍管区クリル部隊の隊員2名が部隊の寝室で自動小銃を乱射し、6名が死亡、3名が怪我をする事件が発生。その後、身柄を拘束された隊員は「先輩兵士のいじめへの報復」と話した[3]。モスクワで会見したニコラエフ国境警備隊総司令官は、犯人の動機を「日本への逃亡」と述べたうえで「国境警備隊のヘリか哨戒機を奪う目的で同僚を襲った」と述べた[4]。
- 2000年以降、ロシア当局によりロシア正教の教会や聖人像が建てられている[5]。

現在もロシア連邦が占領・実効支配している。日本側は北海道の一部として領有権を主張している。
納沙布側の岬にロシア国境警備隊の施設があり、船も停泊できる。また、島内各所にレーダー基地などの軍事施設があり、ロシア側にとっては国境最前線の島としての機能を果たしている。
当該地域の領有権に関する詳細は千島列島および北方領土の項目を、現状に関してはサハリン州の項目を参照。

## 住民
ロシア国境軍や水産加工会社社員が交代で常駐しているのみである。現在、水晶島における定住民は存在しないとされる。
2010年12月31日には、常駐していた複数の水産加工会社社員が年越しパーティーを行っている最中に23人がメチルアルコールを飲み、中毒を起こして4人が死亡する事件が発生した。
2011年2月5日には、水晶島から立ち上る原因不明の黒煙が確認された。

## ギャラリー

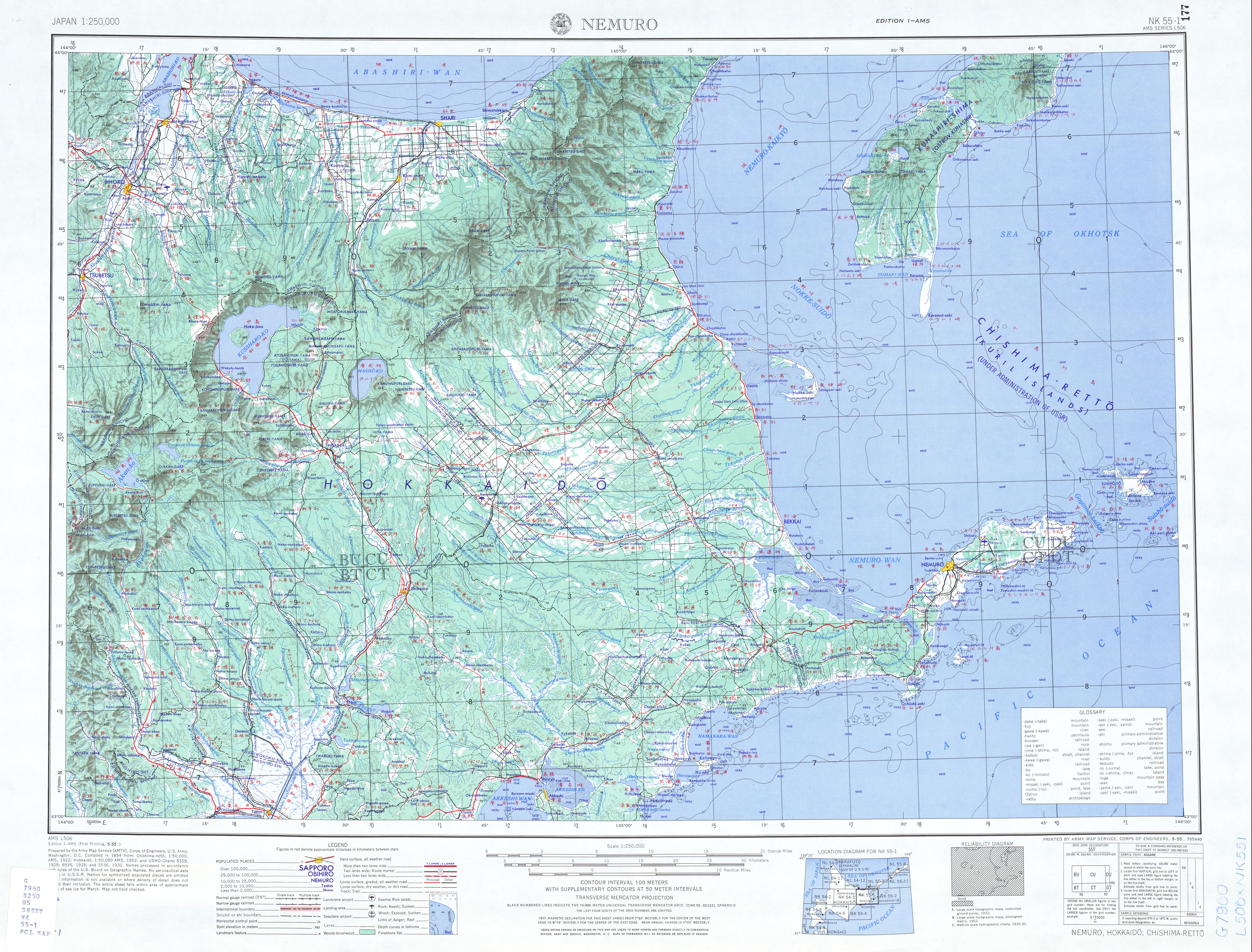
昭和29年の歯舞群島（秋勇留島・水晶島・萌茂尻島・オドケ島・貝殻島）・国後島（南部）・根室海峡・珸瑤瑁水道・根室半島
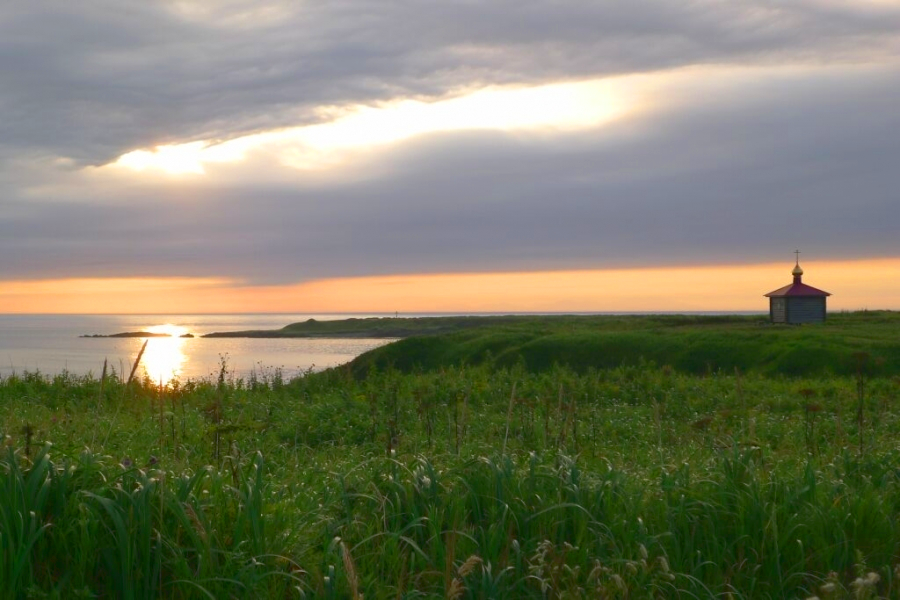
水晶島の景色
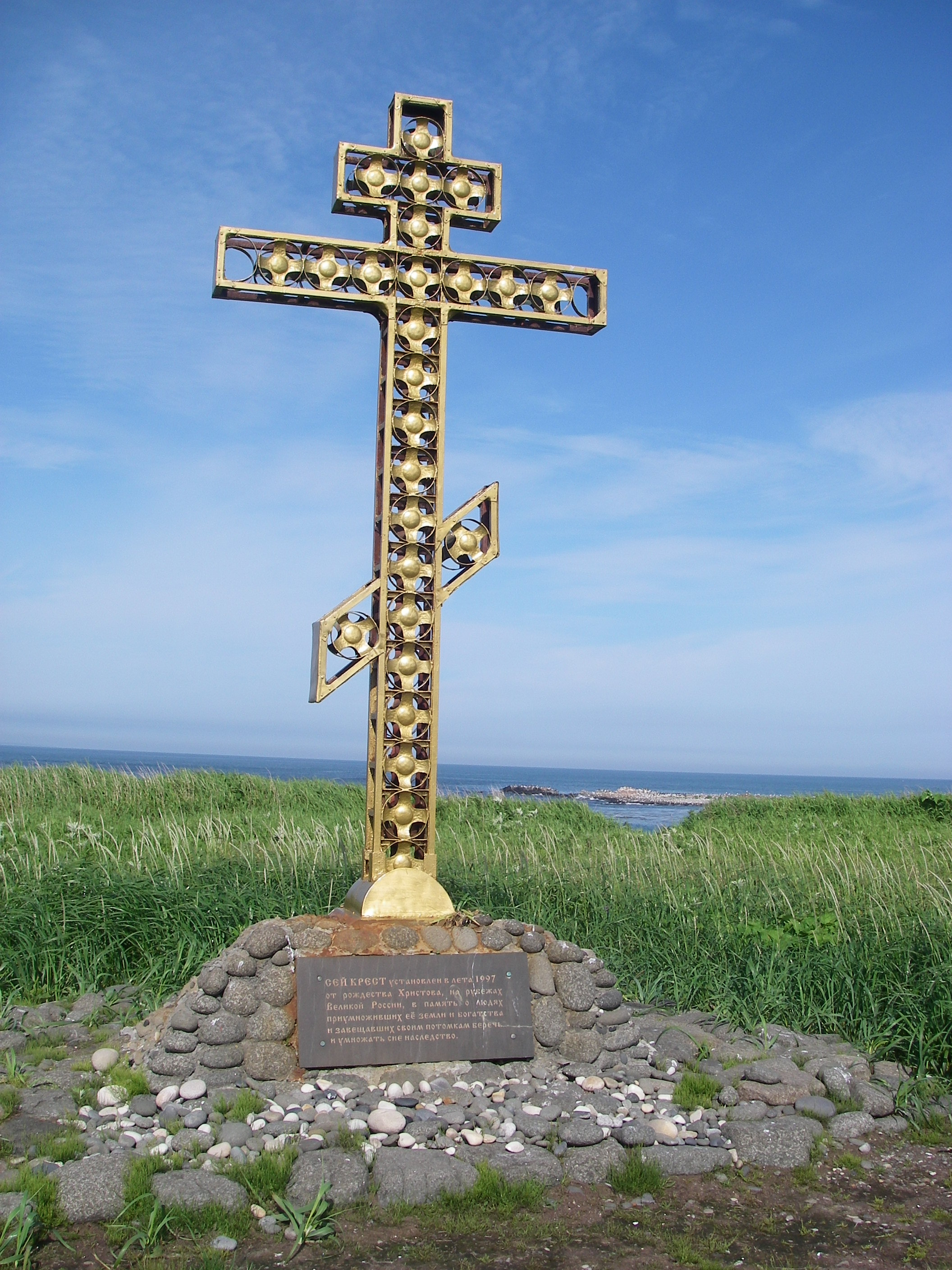
水晶島の八端十字架